# Ise Gropius
Ise Gropius (née Ilse Frank le 1er mars 1897 à Wiesbaden et décédée le 9 juin 1983 à Lexington au Massachusetts) est une auteure et éditrice allemande, connue aussi pour son rôle dans la promotion du Bauhaus.

## Biographie
Ise Gropius est la fille du conseiller du gouvernement prussien Georg Frank et de Paula Heckmann. Elle est l'aînée de 4 filles.
Elle vit à Hanovre jusqu'en 1921, puis à Munich où elle travaille dans le commerce du livre. Son père décède en 1920 et sa mère en 1923, Ilse revient alors à Hanovre. Elle y rencontre Walter Gropius en 1923, lors d'une conférence sur le Bauhaus. Il est alors directeur de l'école du Bauhaus à Weimar et divorcé de Alma Mahler depuis 3 ans. Ilse est alors fiancée à un cousin qui travaille dans l'entreprise familiale et à quelques jours de son mariage. Très vite, Ilse rompt ses fiançailles, part à Weimar et y épouse Walter Gropius le 16 octobre de la même année. Vassily Kandinsky et Paul Klee sont leurs témoins. En un mois, elle a littéralement disparu de la vie de ses amis et de sa famille, de tous ceux qui la connaissaient alors. Ils resteront ensemble jusqu'à la mort de Walter Gropius en 1969.
En 1935, ils adoptent Beate Forberg, surnommée Ati, qui a neuf ans à la mort de sa mère, une sœur de Ilse. Ilse, elle sera désormais appelée Ise par son mari, ou encore Madame Bauhaus.
Ise Gropius renonce à un métier indépendant pour entrer au service du Bauhaus comme secrétaire, lectrice, organisatrice et, pour Gropius, partenaire à rang égal . Dans un entretien publié en 1986, après sa mort, elle déclare « Le Bauhaus était devenu mon second moi. Une fois qu'on a été contaminé, il touche tous les aspects de la vie  ».
Outre les tâches matérielles, Ise Gropius participe également à la création. C'est ainsi qu'elle a conçu, sous les corrections architecturales de son mari, la décoration intérieure de la maison du maître Dessau et ses ustensiles de cuisine peu de temps avant que Margarete Schütte-Lihotzky ne conçoive la cuisine révolutionnaire Francfort en 1926. Le couple y vivra avant leur départ pour Berlin.
Ise Gropius tombe amoureuse de Herbert Bayer, un professeur du Bauhaus. Ils se connaissent depuis 1925 et auront une liaison de 1930 jusqu'au départ des Gropius pour Londres. Walter Gropius, finalement, tolérera cette liaison .
Un grand nombre de photographies privées et publiques du couple ont été conservées dans la succession de Walter et Ise Gropius dans les archives du Bauhaus à Berlin et dans les archives de la bibliothèque Houghton, Harvard College Library. Les auteurs de la plupart de ces photos ne peuvent pas être clairement identifiés. Seuls les autoportraits d'Ise Gropius, qui montrent son reflet ou sa silhouette photographique, peuvent formellement lui être attribuées .
Au Bauhaus et, plus tard à Berlin, en Grande-Bretagne et aux États-Unis, Ise Gropius assure les relations publiques, gère les contacts avec la presse, les sponsors et autres soutiens du Bauhaus. Elle rédige des lettres, relit des articles scientifiques, des conférences et des articles de Walter Gropius. « Je ne suis entrée dans aucun des ateliers car mon talent personnel était l'écriture, ce qui faisait de moi la collaboratrice évidente pour mon mari », écrit-elle dans son journal. Elle a une relation naturelle et chaleureuse avec les étudiants qui l'aiment et lui font confiance  .
À Berlin, Ise Gropius a suffisamment de liberté pour construire sa propre carrière en tant qu'auteure. Elle écrit un grand nombre d'articles qu'elle vend à des éditeurs sous son propre nom. Ceux-ci comprennent, entre autres, Weltreise am Grammofon (Tournée mondiale sur le gramophone), (Deutsche Allgemeine Zeitung, fin 1934), Engländer zu Hause (Les Anglais à la maison) (Beyers pour tous, 1933-1934), Die Gebrauchswohnung (L'Appartement utilitaire) (K. Thiemanns Verlag, octobre 1929), Hausfrau, Dackel und andere Weltbürger (Femme au foyer, teckel et autres citoyens du monde) (DAZ à partir du 17 avril 1934) ou Wie sieht die New Yorkerin aus? (À quoi ressemble la New-Yorkaise ?) ( La Dame, novembre 1928  ).
Avec l'arrivée au pouvoir des nazis, les commandes se font plus rares et Ise et Walter déménagent en Grande-Bretagne en 1934. Puis, en 1937, ils émigrent aux États-Unis où Walter a obtenu un poste de professeur d'architecture à Harvard et ils s'installent à Lincoln, Massachusetts.
Le succès de Ise comme auteure s'achève brutalement aux États-Unis. Elle soumet au Atlantic Monthly un article intitulé « Grand-mère était une fille de carrière » et reçoit rapidement un refus expliquant que le « magazine ne souhaitait pas soutenir l'horrible idée de femmes qui travaillent », sujet traité dans l'article. Elle décide de s'en tenir là et se concentre désormais sur l'édition des textes de Walter Gropius qui lui a dédié ses livres à titre de « consolation ».
Ce n'est que dans le catalogue Bauhaus 1919-1928 de 1938, paru au Museum of Modern Art pour accompagner l'exposition Bauhaus, qu'Ise Gropius est nommée auteure et éditrice avec Walter Gropius et Herbert Bayer et obtient ainsi une reconnaissance publique pour son travail .
Ise s'essaie à la photographie et à la confection de bijoux. Elle sait choisir les vêtements qui conviennent à sa silhouette et correspondent à l'esthétique du Bauhaus. Elle pense même à assortir ses cosmétiques à son look Bauhaus.
Elle se réfugie dans la sphère privée. Elle s'occupe de la maison et du jardin, de l'éducation de leur fille et de recevoir leurs amis artistes comme Paul Klee, Vassily Kandinsky et Anni et Josef Albers. Elle continue toutefois de travailler aux côtés de Walter Gropius à faire progresser les idées du Bauhaus et elle est pour beaucoup dans la transformation de leur maison en siège - et incarnation - du Bauhaus de Nouvelle-Angleterre .
Walter Gropius a dessiné cette maison à Lincoln en tenant compte des traditions architecturales de la région d'une façon moderne. Ils utilisent la maison comme école pour les étudiants, clients et collègues. « C'était une carte de visite en trois dimensions » dira Wendy Hubbard, responsable de la Maison Gropius à Lincoln . Ise Gropius a joué un grand rôle dans l'aménagement de la maison. Tout, du mobilier à la collection de chapeaux de Ise, fait partie du portfolio de Gropius. Les placards restent ouverts pour que les visiteurs puissent voir la garde robe de Ise. Les ustensiles de cuisine modernes, le mobilier élégant mais confortable et la collection d'art, tout est en accord avec les principes esthétiques du couple.
Après la mort de  Walter, Ise continue à gérer la maison comme un musée. Bien qu'elle ne soit pas officiellement ouverte au public, elle la fait souvent visiter à ceux qui sont intéressés par les idéaux et objectifs du Bauhaus. Elle la donnera, dix ans plus tard, à l'Historic New England, une organisation à but non lucratif.
Ise Gropius décède le 9 juin 1983 à Lexington.